# Choszun-Uzur
Choszun-Uzur (ros. Хошун-Узур) – wieś (ułus) w Rosji, w Buriacji, w rejonie muchorszybirskim. W 2010 liczyła 500 mieszkańców.